# بنینگتون (حوزه سرشماری)، ورمانت
بنینگتون (به انگلیسی: Bennington) یک منطقهٔ مسکونی در ایالات متحده آمریکا است که در بنینگتون، ورمانت واقع شده‌است. بنینگتون ۱۲٫۵۳ کیلومتر مربع مساحت و ۹٬۰۷۴ نفر جمعیت دارد و ۲۰۷ متر بالاتر از سطح دریا واقع شده‌است.